# Karosa C 954
Karosa C 954 — пригородный/междугородный автобус, производившийся заводом Karosa в 2002—2006 годах (с 2003 года — модификация C954E). Пришёл на смену автобусу Karosa C 934. Вытеснен с конвейера моделью Irisbus Crossway. 

## История
Производство автобуса Karosa C 954 началось в 2002 году. С 2003 года автобус был модернизирован и получил индекс C954E.
В салоне автобуса присутствуют матерчатые сиденья. Производство завершилось в 2006 году.